# Okellya
Okellya, monotipski rod zelenih algi smješteen u vlastitu porodicu Okellyaceae, dio reda Cladophorales. Jedina vrsta je morska alga O. curvata.

## Sinonimi
- Urospora curvata (Printz) Kornmann
- Uronema curvatum Printz 1926